# Bengie Molina
Pour les articles homonymes, voir Molina.
Benjamin Jose Molina (né le 20 juillet 1974 à Rio Piedras, Porto Rico) est un receveur au baseball. Il joue en Ligue majeure de 1998 à 2010. Il est l'actuel instructeur de premier but des Rangers du Texas.
Bengie Molina a remporté deux Gants dorés en défensive dans la Ligue américaine et a fait partie des Angels d'Anaheim champions de la Série mondiale 2002.

## Famille
Bengie Molina est le frère aîné de José (né en 1975) et Yadier Molina (né en 1982), tous deux receveurs dans les Ligues majeures de baseball.

## Carrière de joueur

### Angels d'Anaheim
Bengie Molina est signé comme agent libre par les Angels de la Californie en 1993. Il joue son premier match dans les Ligues majeures le 21 septembre 1998 avec les Angels, entre-temps renommés Angels d'Anaheim.
Après deux matchs joués en 1998 et 31 en 1999, il devient joueur régulier du club en 2000. Lors de sa saison recrue, il frappe dans une moyenne au bâton de,281 avec 14 coups de circuit et 71 points produits. Il termine 4e au scrutin de la recrue de l'année de la Ligue américaine, un titre remis cette année-là à Kazuhiro Sasaki des Mariners de Seattle.
En 2002, Molina remporte la Série mondiale avec les Angels. Il frappe 6 coups sûrs lors de la série finale contre les Giants de San Francisco. Après la saison, on lui décerne le premier de deux Gants dorés consécutifs comme meilleur receveur défensif de la Ligue américaine.
En 2003, il égale ses records personnels de 2000 avec 14 circuits et 71 points produits, atteignant cette fois ces totaux en 119 parties. Incidemment, sa moyenne au bâton (,281) est également identique à celle obtenue lors de la saison 2000.
Au cours de ces cinq dernières saisons à Anaheim, le receveur substitut de Bengie fut son frère José Molina.

### Blue Jays de Toronto

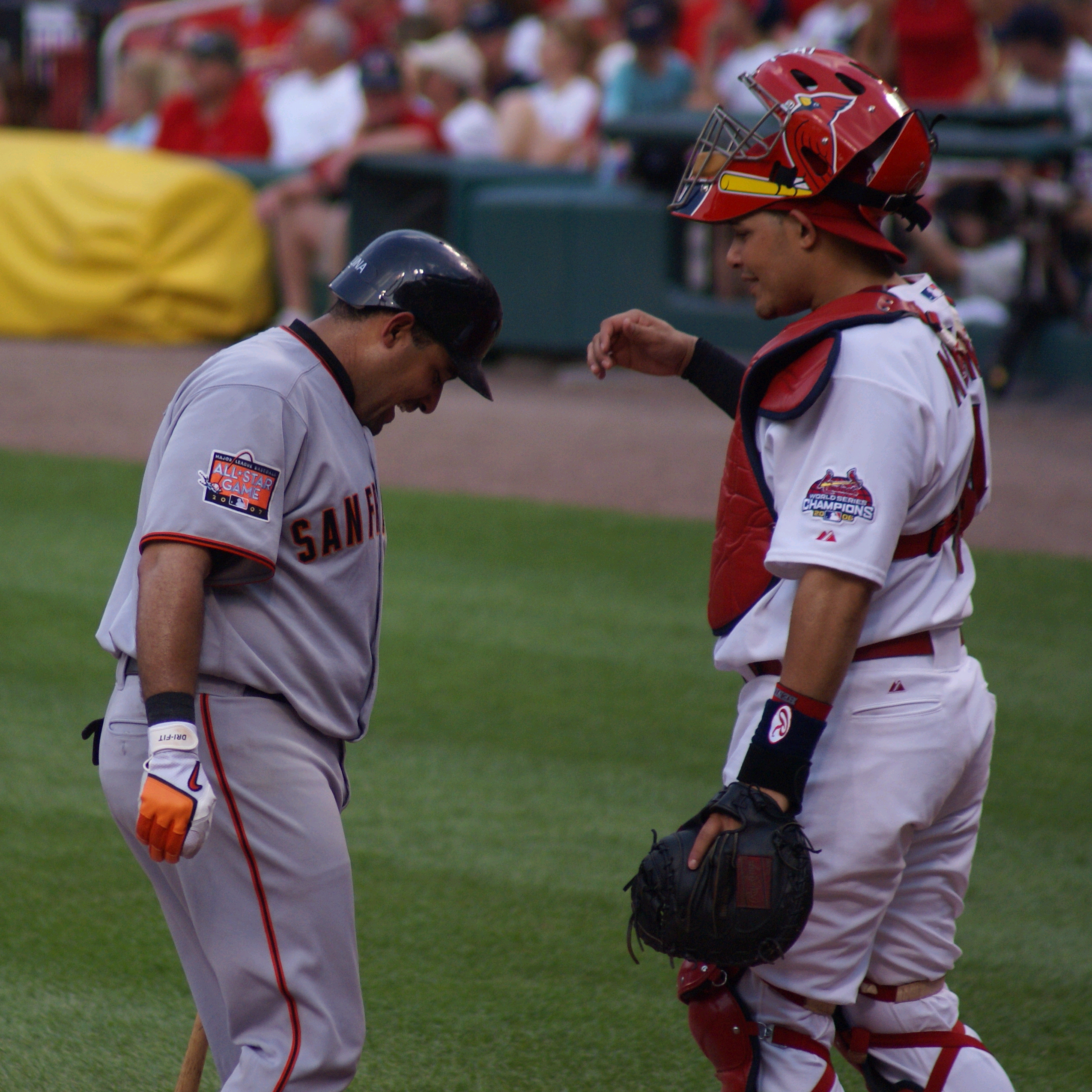
Les frères Bengie Molina, des Giants, et Yadier Molina, des Cardinals de Saint-Louis, lors d'un match en 2009.

Bengie quitte les Angels après la saison 2005 et signe comme agent libre avec les Blue Jays de Toronto, pour qui il ne s'aligne qu'une seule année.

### Giants de San Francisco
En 2007, les Giants de San Francisco lui offrent un contrat. Il frappe 19 circuits et produit 81 points en 2007. En 2008, il cogne 16 circuits, et établit de nouveaux records personnels avec 155 coups sûrs et 95 points produits. En 2009, il atteint les 20 coups de circuit pour la première fois de sa carrière et fait compter 80 points.
En 2008 et 2009, il a dominé les Ligues majeures pour le plus grand nombre de ballons-sacrifice (11 chaque fois).
Molina tente sa chance sur le marché des joueurs autonomes. Une entente avec les Mets de New York semble proche, mais il signe plutôt un nouveau contrat avec les Giants, acceptant une offre de 4,5 millions de dollars pour la saison 2010.

### Rangers du Texas
Désirant faire de la place au jeune receveur Buster Posey, les Giants échangent Molina aux Rangers du Texas le 1er juillet 2010. San Francisco, qui cède aussi aux Rangers une somme d'argent, reçoit en retour les lanceurs Chris Ray et Michael Main.
Le 16 juillet 2010, dans un match contre les Red Sox à Fenway Park, il devint le cinquième joueur de l'histoire des Rangers à réussir un cycle. Comme coup de circuit, il frappe un grand chelem. Coureur pourtant peu rapide, il complète le cycle en huitième manche en frappant un triple.
Molina frappe pour,357 avec un circuit et deux points produits, en plus de voler un but, en Série de division 2010 contre les Rays de Tampa Bay. En Série de championnat de la Ligue américaine, il frappe un circuit et produit cinq points en cinq matchs face aux Yankees de New York.

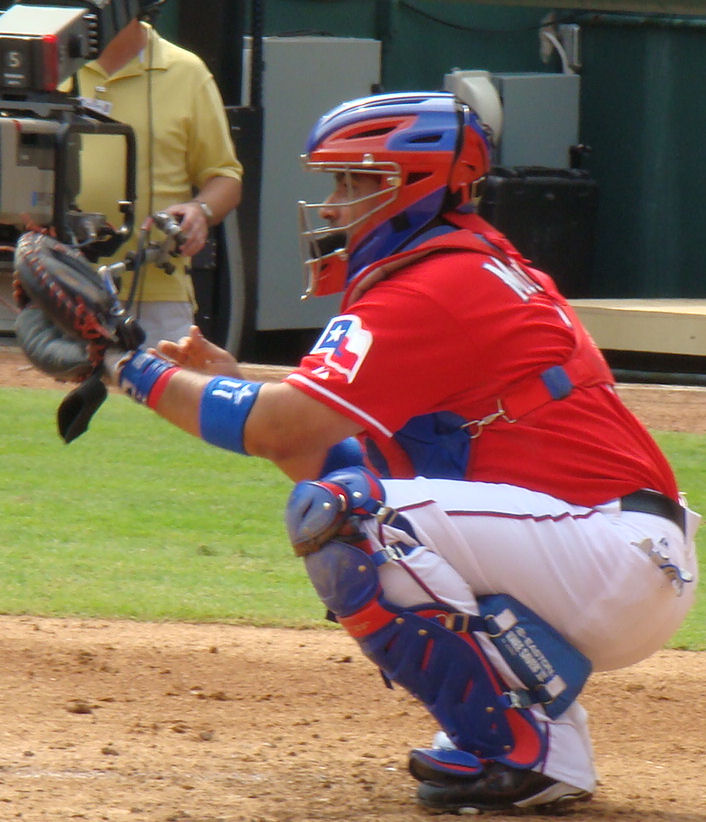
Bengie Molina derrière le marbre avec les Rangers du Texas en octobre 2010.

Les Rangers atteignent la Série mondiale 2010, faisant de Molina un des rares joueurs s'étant aligné dans une même saison pour les deux clubs finalistes. Avant lui, cinq joueurs s'étaient retrouvés dans la même situation : Jack Kramer (fit partie des Yankees de New York, gagnants de la Série mondiale 1951 contre son ancien club, les Giants de New York), Johnny Schmitz (qui joua en 1952 pour les deux finalistes, les Dodgers de Brooklyn et les Yankees, mais s'alignait avec Cincinnati au moment de la finale), Sid Monge (qui s'alignait avec les champions de la Série mondiale 1984, les Tigers de Detroit, après avoir joué pour leurs adversaires, les Padres de San Diego, plus tôt dans l'année), Lonnie Smith (qui a remporté la Série mondiale 1985 avec les Royals de Kansas City contre l'équipe avec qui il avait amorcé la saison, les Cardinals de Saint-Louis) et Jim Bruske (échangé des Padres de San Diego aux Yankees en août 1998 et gagnant de la Série mondiale avec New York, au détriment des Padres). Du nombre, seul Smith et Molina ont joué dans la série finale en question, les autres (Kramer, Monge et Bruske) n'ayant pas été utilisés durant la Série mondiale, ou étant passé avant les séries éliminatoires à une autre formation (Schmitz). Durant la Série mondiale 2010, Molina est, à l'instar de bon nombre de ses coéquipiers, tenu en respect par les lanceurs des Giants de San Francisco : il ne frappe que pour,182 en quatre parties et ne produit qu'un seul point. La situation est inusitée pour Molina, qui doit affronter les mêmes jeunes lanceurs qu'il a contribué, en tant que receveur à San Francisco, à préparer pour un jour aspirer aux plus hautes performances. En vertu du contrat signé avec les Giants avant l'échange qui l'expédia au Texas, Bengie Molina reçoit une bague de champion de la Série mondiale, malgré le fait qu'il se soit retrouvé dans le camp perdant.

## Carrière d'entraîneur
En décembre 2012, Bengie Molina est nommé assistant entraîneur des frappeurs des Cardinals de Saint-Louis, l'équipe où évolue son frère Yadier. Après une saison pour Saint-Louis, il est engagé en novembre 2013 par les Rangers du Texas, qui en font leur instructeur de premier but pour la saison 2014. Molina a aussi chez les Rangers la responsabilité de superviser les receveurs de l'équipe.